# Lepiota subincarnata
Lépiote de josserand, Lépiote subincarnate
Espèce
Synonymes
- Lepiota josserandii Bon & Boiffard, 1975[1]
  - Leucoagaricus josserandii (Bon & Boiffard) Raithelh., 1989[1]
  - Lepiota subincarnata var. josserandii (Bon & Boiffard) Gminder, 1999[1]
- Lepiota josserandii var. rosabrunnea Raithelh., 1988[1]
  - Leucoagaricus rosabrunneus (Raithelh.) Raithelh., 1989)[1]

Lepiota subincarnata, la Lépiote de josserand ou la Lépiote subincarnate, est une espèce de champignons de la famille des Agaricaceae et du genre Lepiota. Cette petite Lépiote particulièrement toxique, voire mortelle, au chapeau rose pâle à brun rougeâtre profond est caractérisée par son odeur agréablement fruitée de mandarine. Elle est cosmopolite et très commune dans les champs, parcs et jardins européens où elle se nourrit de matière organique en décomposition. Le cueilleur de champignons devra y prendre garde lors des récoltes de Marasme des Oréades.

## Description

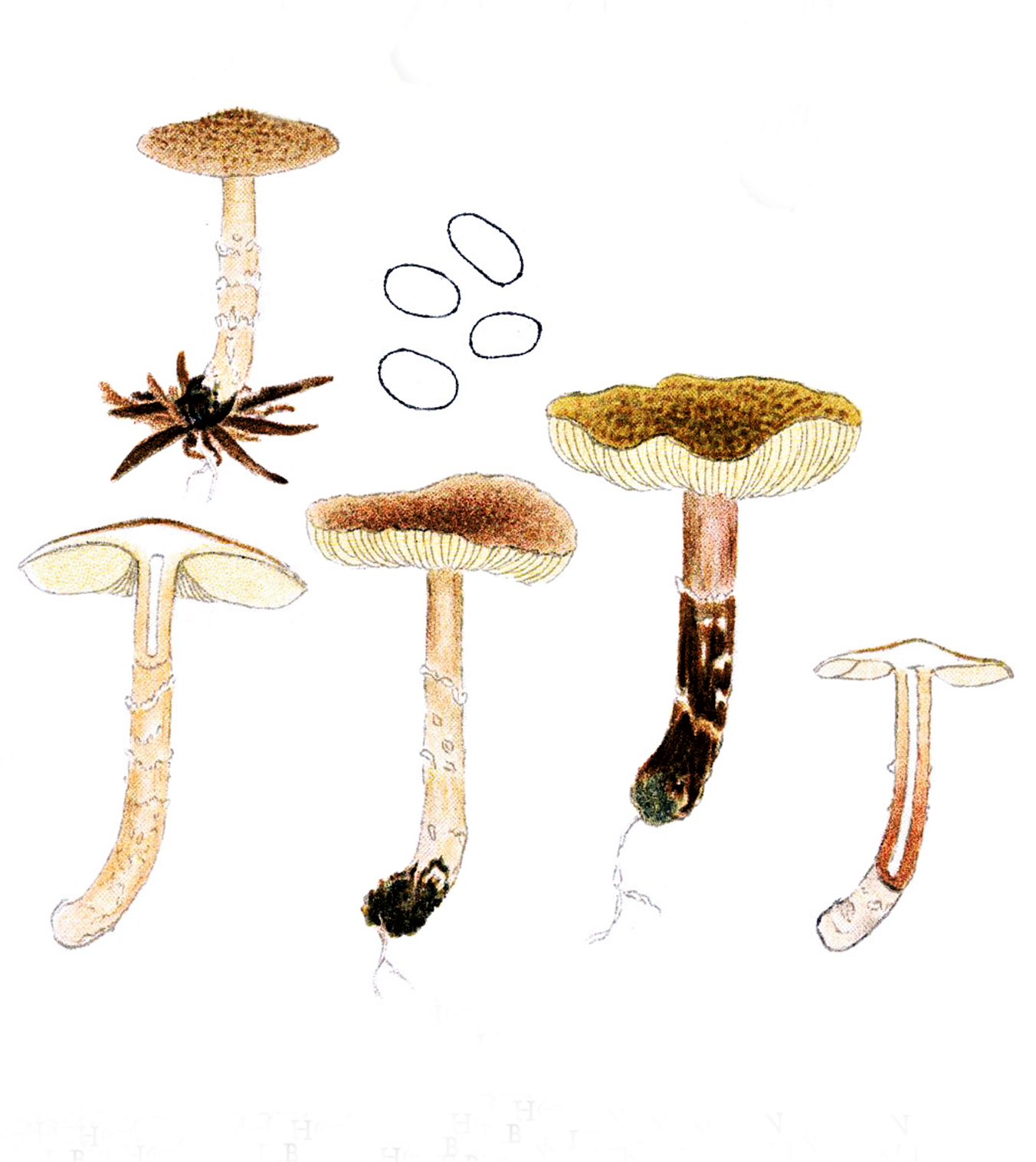
Lepiota subincarnata : illustration originale de Jakob Emanuel Lange (1940)

La Lépiote de Josserand produit un sporophore au chapeau mesurant de 5 à 6 cm de diamètre, coloré sur de brun rose très pâle au rouge rosé voire au rose vineux sur fond pâle et à la texture variable feutrée à squamuleuse pouvant développer de grandes écailles. Le calotte centrale du chapeau est souvent largement umboné et plus sombre. Ses lames libres et assez serrées sont d'un crème pâle et exhalent une odeur fruitée de mandarine typique. Le pied, cylindrique à légèrement clavée, mesurant 5 cm de long pour moins d'1 cm d'épaisseur, présente une zone annulaire laineuse bien distinct, au dessus de laquelle le pied est blanchâtre et en dessous de laquelle il est chargé d'écailles est plus foncée et concolores au chapeau. Sa chair blanche dégage une saveur douce,,,,
Sa sporée blanche est constituée de spores ellipsoïdes-oblongues mesurant de 6 à 7,5 μm de long pour 3 à 4,5 μm de large. D'abondantes cystides cylindriques à clavées ornent les arêtes des lames, alors qu'elles sont absentes sur leurs faces. La cuticule du chapeau est composée d'éléments érigés et cylindriques,.
Cette espèce est morphologiquement proche de L. helveola, une espèce du Sud de l'Europe ; de L. kuehneri à la base du pied blanchâtre et aux lames inodores ; de la Lepiote persillée à l'odeur de persil ; de Lepiota brunneoincarnata qui s'en distingue par son chapeau vinacé à violacé, et par ses spores plus grandes (7-10 μm de long) ; et de L. subgracilis diffère par ses couleurs de chapeau plus gris-brun avec seulement un soupçon de rose et des spores beaucoup plus longues (9-13 μm),. Lepiota subincarnata et Lepiota josserandii ont été considérées par le passé comme des espèces différentes mais sont à l'heure actuelle synonymisées.

## Écologie et distribution

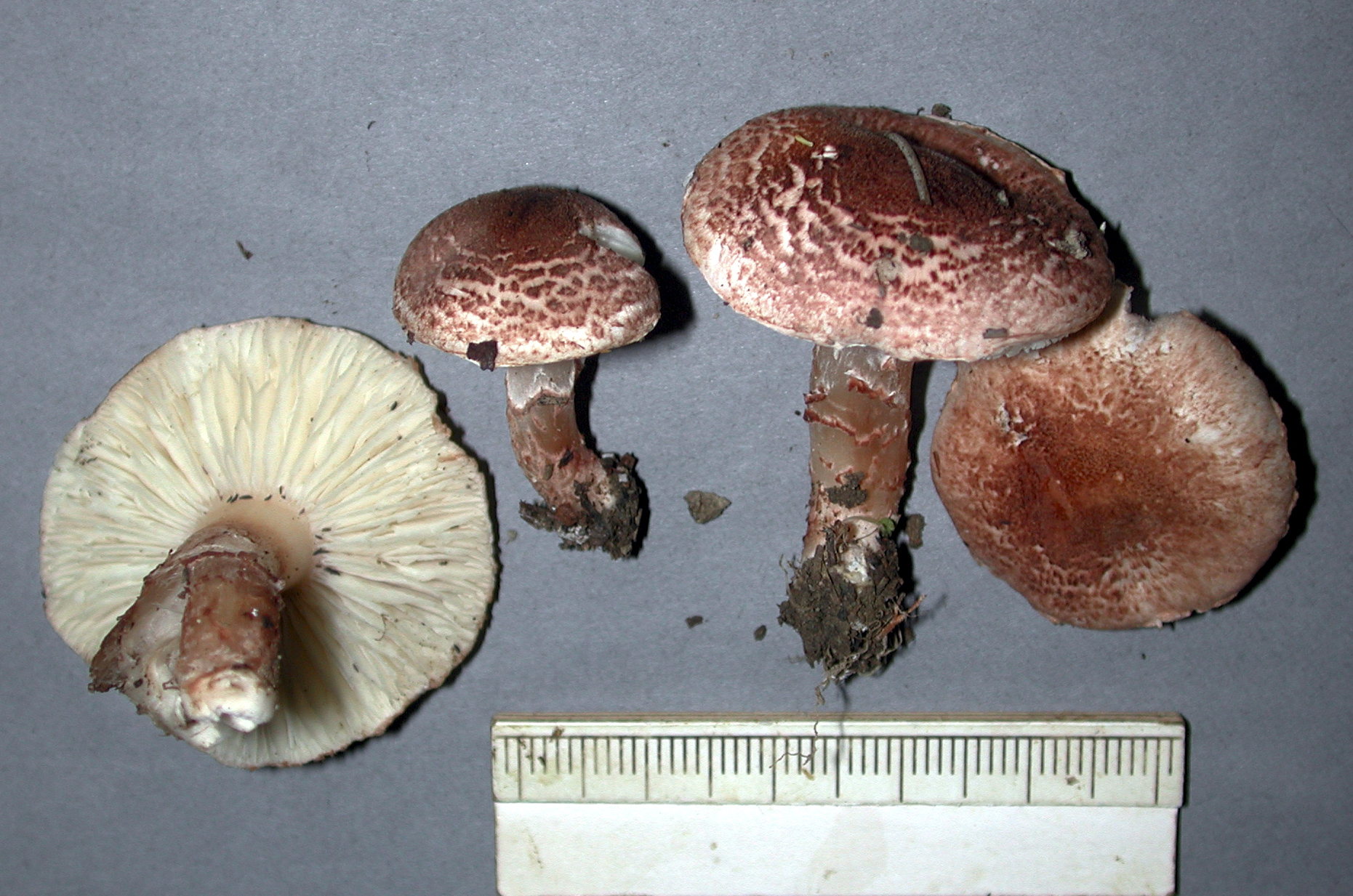
Lepiota subincarnata (Nouvelle-Zélande)

La Lépiote de Josserand pousse en petites troupes sur la litière en décomposition, dans les haies et les jardins où elle est saprotrophe. Elle apprécie également les bois clairs de feuillus et de conifères aux sols riches en nutriments,. Il s'agit d'une espèce rudérale à tendance subhéliophile.
Cette espèce est holarctique. Elle est présente en Amérique du Nord et en Eurasie ainsi qu'en Nouvelle-Zélande où elle est considérée comme exotique. En Asie, elle est présente en Israël, au Pakistan et au Sud-Ouest de la Chine. Elle est commune en Europe dont le Portugal, l'Espagne, la France, la Grande-Bretagne, les Pays-Bas, la Belgique, l'Italie, l'Allemagne, l'Autriche et l'Ukraine,,. Elle est rare au Québec.

## Toxicité
Pour un article plus général, voir amatoxine.
Extrêmement toxique Lepiota subincarnata contient des amatoxines qui provoquent une insuffisance rénale et hépatique pouvant être létale. Cette grande toxicité proche de celle de l'Amanite phalloïde est commune à quelques espèces du genre Lepiota qui doit de manière générale être évité.
De nombreux cas graves d'intoxication sont référencés dans la littérature médicale comme aux USA en 2010 où une femme de 43 ans dû subir une greffe de foie et  à New-York en 1986 où un Finnois d'une quarantaine d'années meurt 4,5 jours après l'ingestion d'une trentaine de champignons.

Étude micrologique de Lepiota subincarnata (Essen, Allemagne)
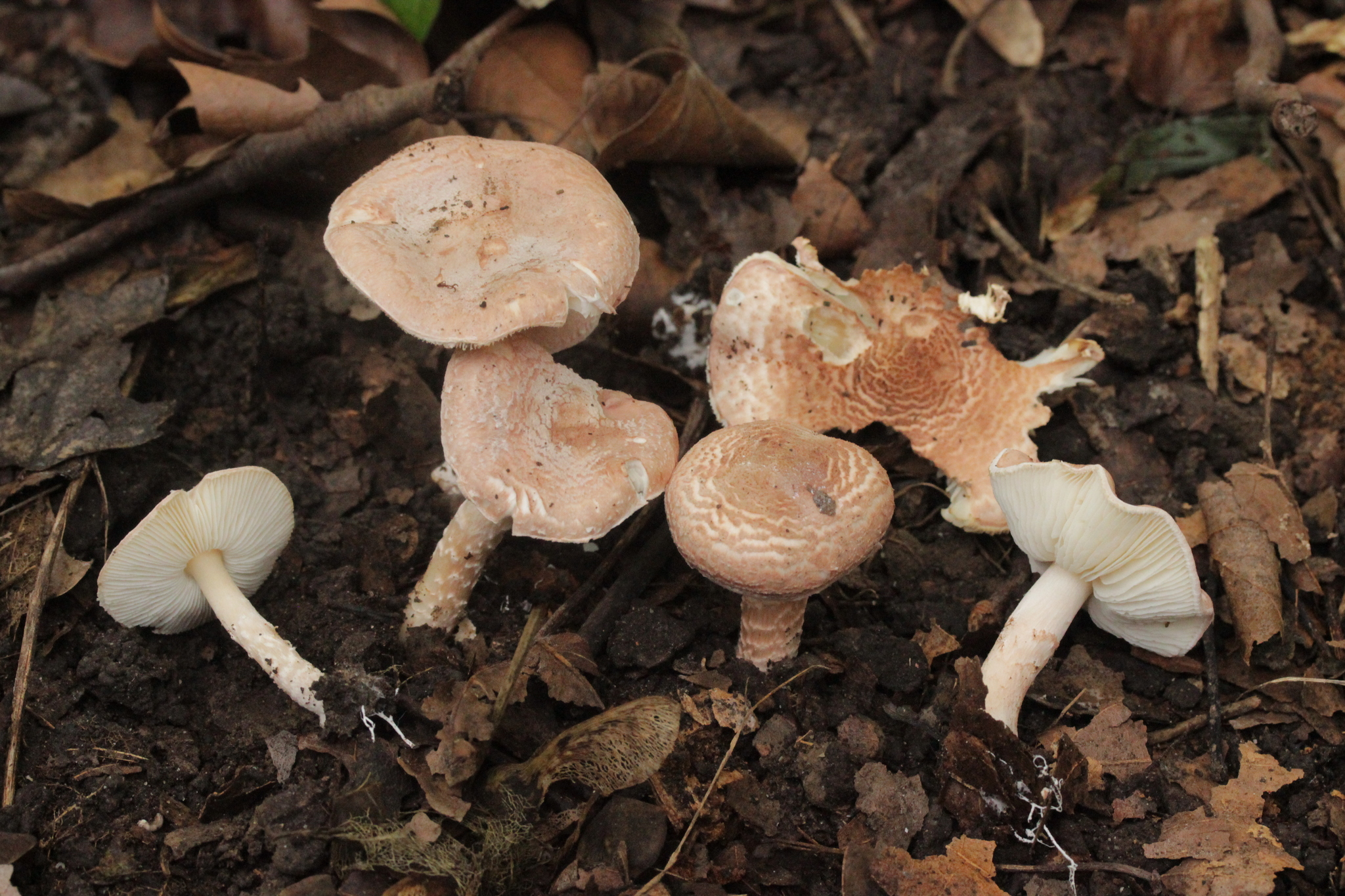
Spécimens étudiés
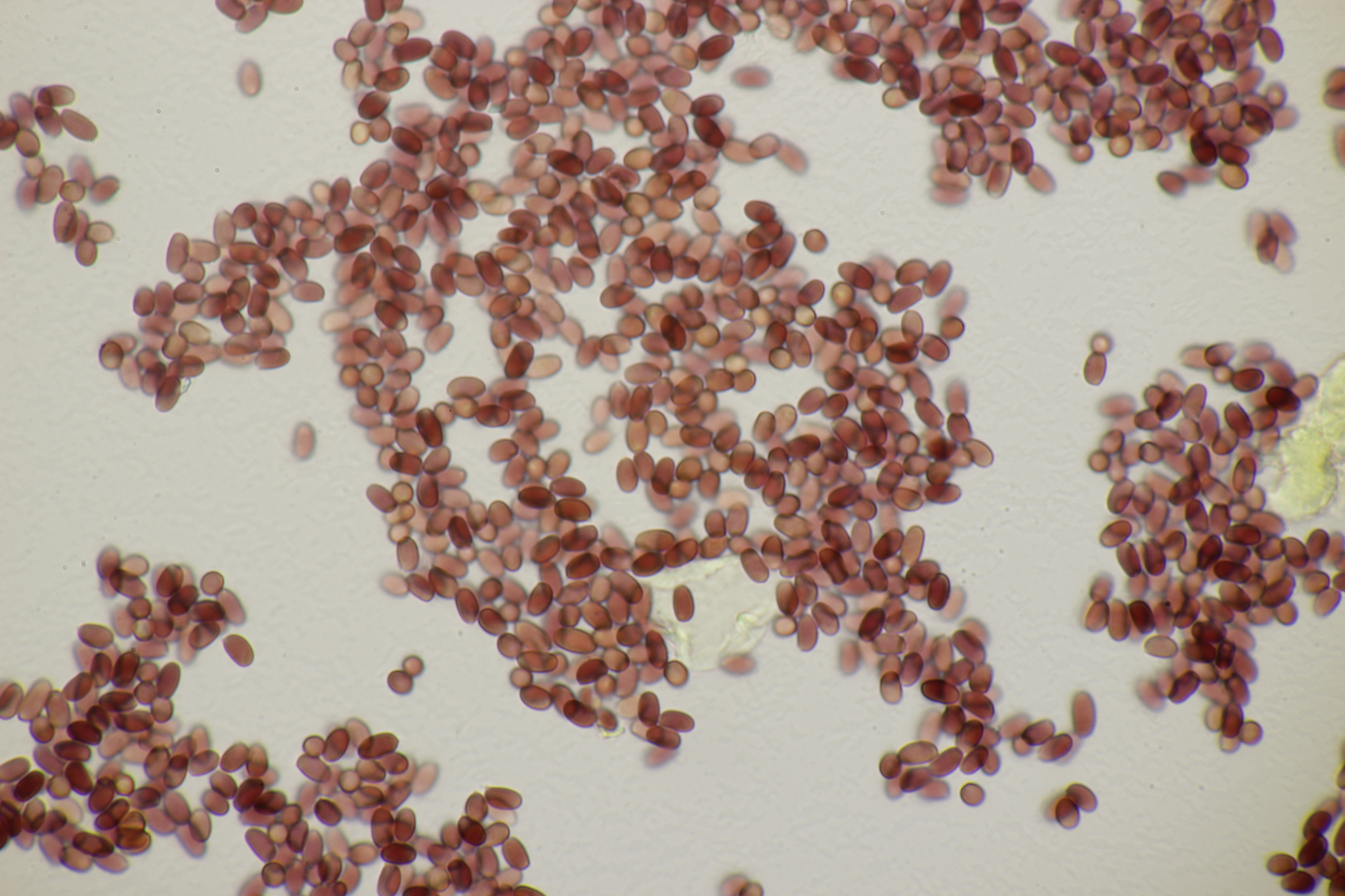
Spores
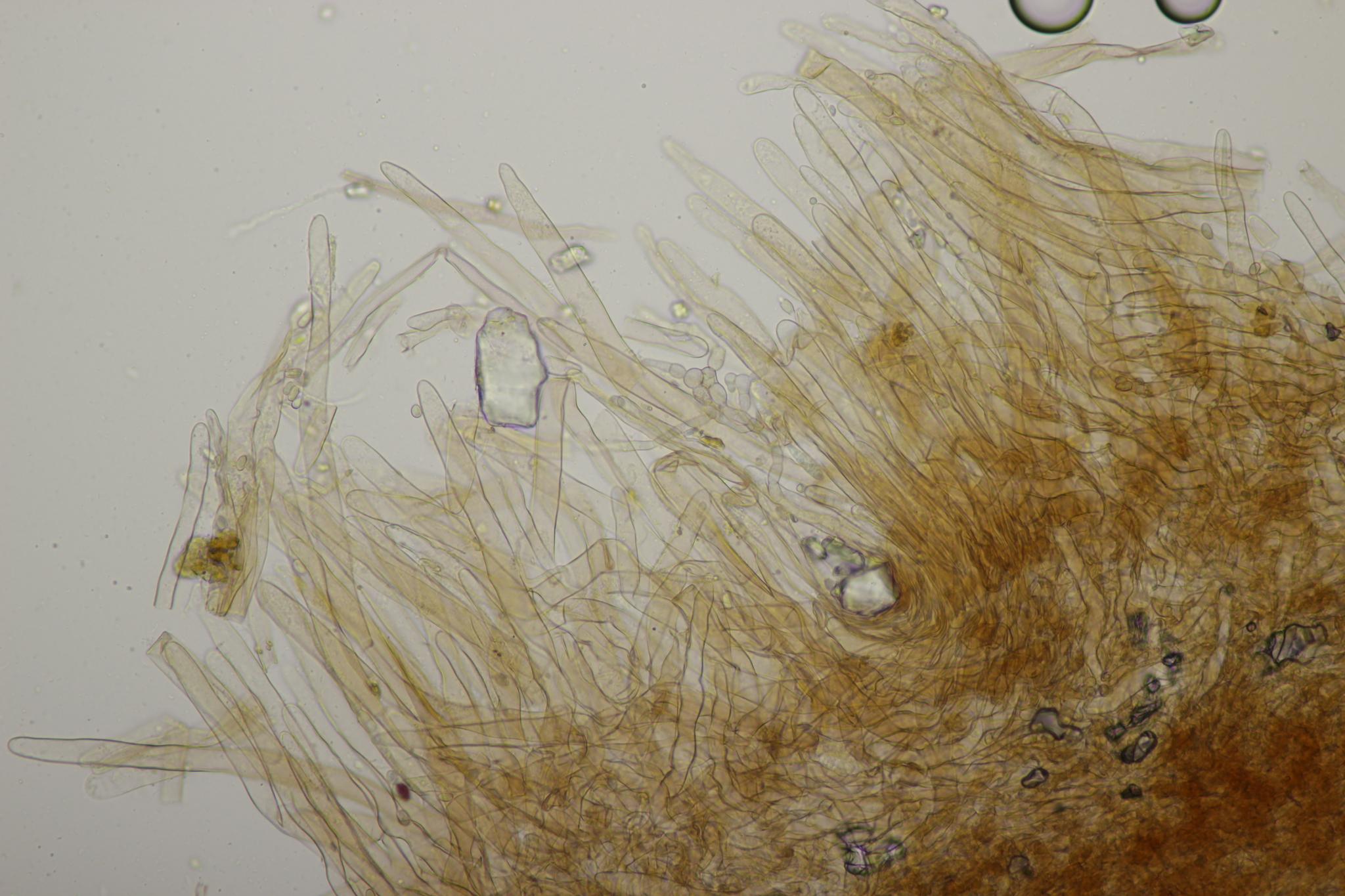
Cellules trichodermiques du pileus
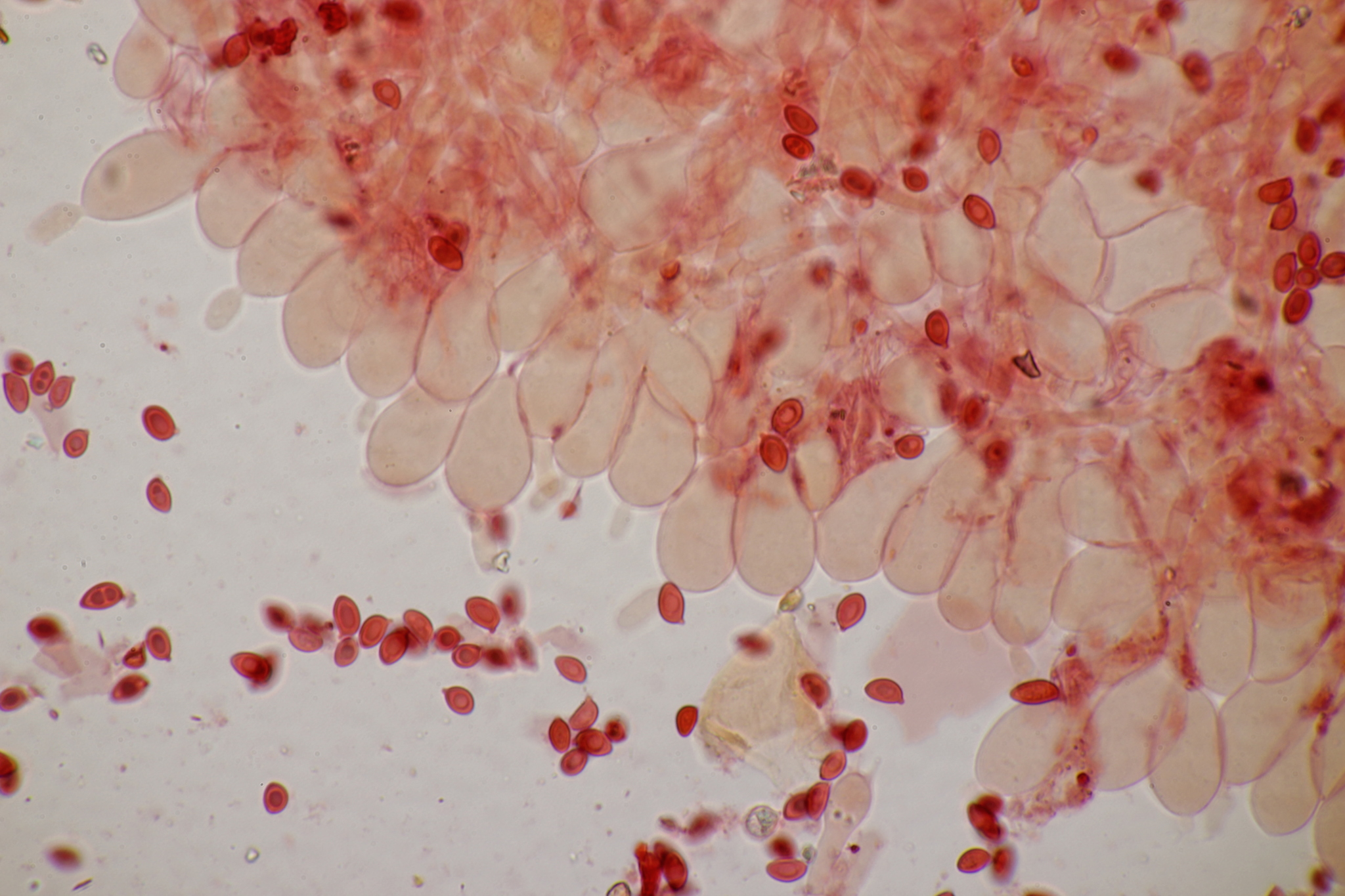
Cystides ampoulées des arrêtes des lames
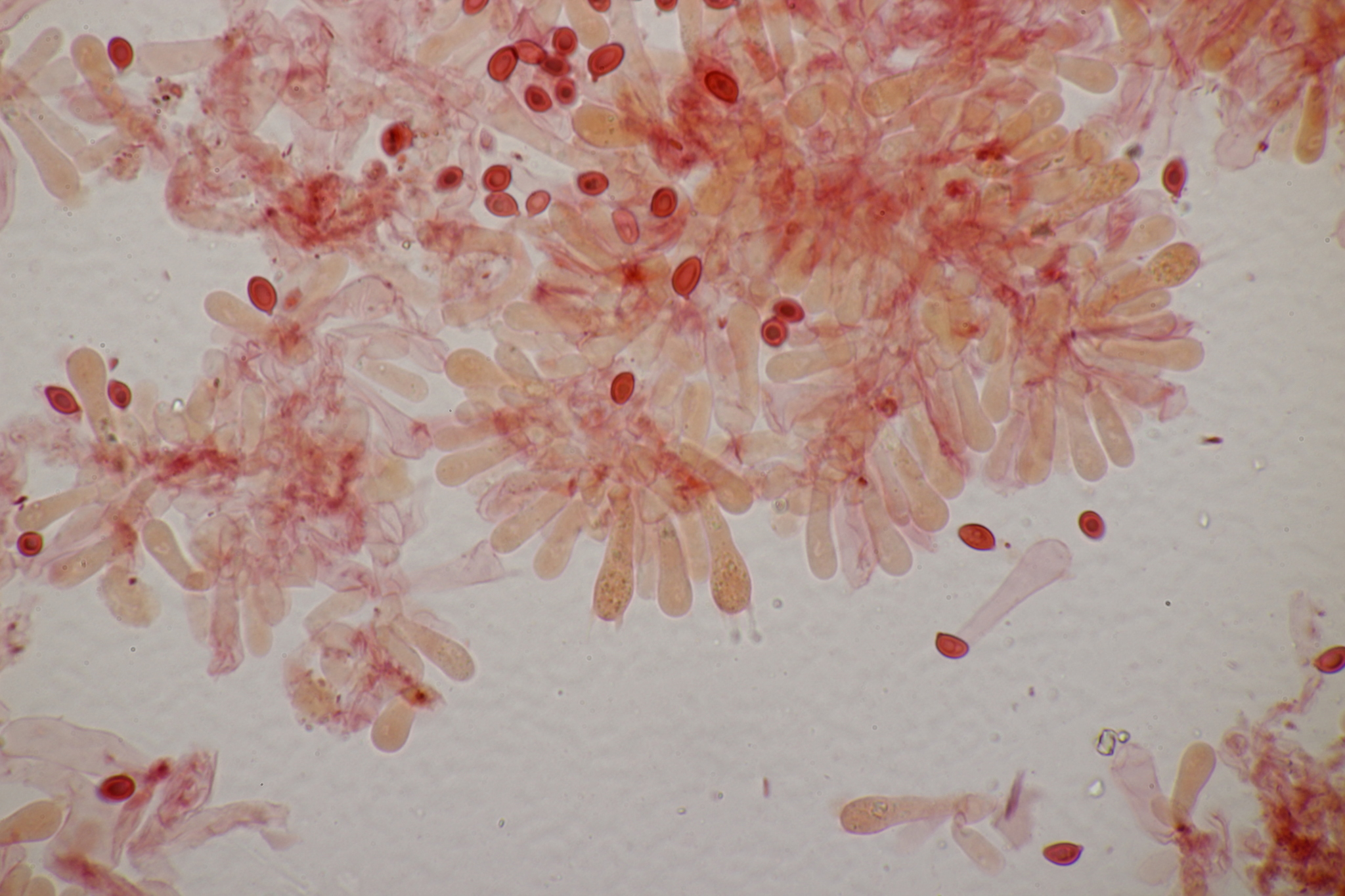
Basides